# Cilgerran
Cilgerran est un village et une communauté du Pembrokeshire, au pays de Galles.

## Toponymie
Cilgerran est un nom d'origine galloise désignant un coin de terrain (cil) appartenant à un dénommé Cerran. Il est attesté pour la première fois en 1165-1166 sous les formes Kilgerran et Chilgerran.

## Géographie
Cilgerran est situé dans l'extrême nord-est du Pembrokeshire, sur la rive gauche de la Teifi qui marque la frontière avec le comté voisin du Ceredigion. Un petit ruisseau, la Plysgog, se jette dans la Teifi à Cilgerran. La ville de Cardigan se trouve à 5 km au nord, de l'autre côté de la Teifi, tandis que le chef-lieu du Pembrokeshire, Haverfordwest, est situé à une cinquantaine de kilomètres au sud-ouest.
La communauté de Cilgerran comprend aussi les villages et hameaux de Bridell (en), Croft, Glanrhyd, Llantood (en), Llwyncelyn, Penybryn et Rhoshill (en).

## Politique
Pour les élections locales, la communauté de Cilgerran forme un ward (district électoral) avec celle voisine d'Eglwyswrw. Ce ward de Cilgerran and Eglwyswrw élit un des 60 membres du conseil de comté du Pembrokeshire (en). Lors des élections locales de 2022, le candidat indépendant John Cwmbetws-Davies est élu sans opposition,.
Pour les élections à la Chambre des communes, Cilgerran appartient à la circonscription de Ceredigion Preseli depuis les élections générales de 2024.
Pour les élections au Parlement gallois, Cilgerran est rattachée à la circonscription de Preseli Pembrokeshire.

## Démographie
Au recensement de 2011, la communauté de Cilgerran comptait 1 507 habitants.
| 1801 | 1811 | 1821 | 1831 | 1841  | 1851  | 1881  |
| ---- | ---- | ---- | ---- | ----- | ----- | ----- |
| 854  | 769  | 862  | 879  | 1 149 | 1 266 | 1 118 |

| 1891  | 1901  | 1911 | 1921 | 1931 | 1951 | 1961 |
| ----- | ----- | ---- | ---- | ---- | ---- | ---- |
| 1 099 | 1 033 | 940  | 904  | 874  | 815  | 796  |

| 1971 | 1981 | 1991 | 2001 | 2011  | - | - |
| ---- | ---- | ---- | ---- | ----- | - | - |
| 722  | ?    | ?    | ?    | 1 507 | - | - |

## Culture locale et patrimoine
Le château de Cilgerran est édifié sur un promontoire rocheux au confluent de la Plysgog et de la Teifi. Il n'en reste que des ruines remontant au XIIIe siècle, avec notamment deux tours rondes encore imposantes. C'est un monument classé de grade I depuis 1994.
L'église paroissiale, dédiée à saint Llawddog, est d'origine médiévale, avec des ajouts du milieu du XIXe siècle. Elle constitue un monument classé de grade II* depuis 1952. Son cimetière abrite notamment une pierre tombale datant du Ve ou VIe siècle avec une inscription en caractères latins et oghamiques.

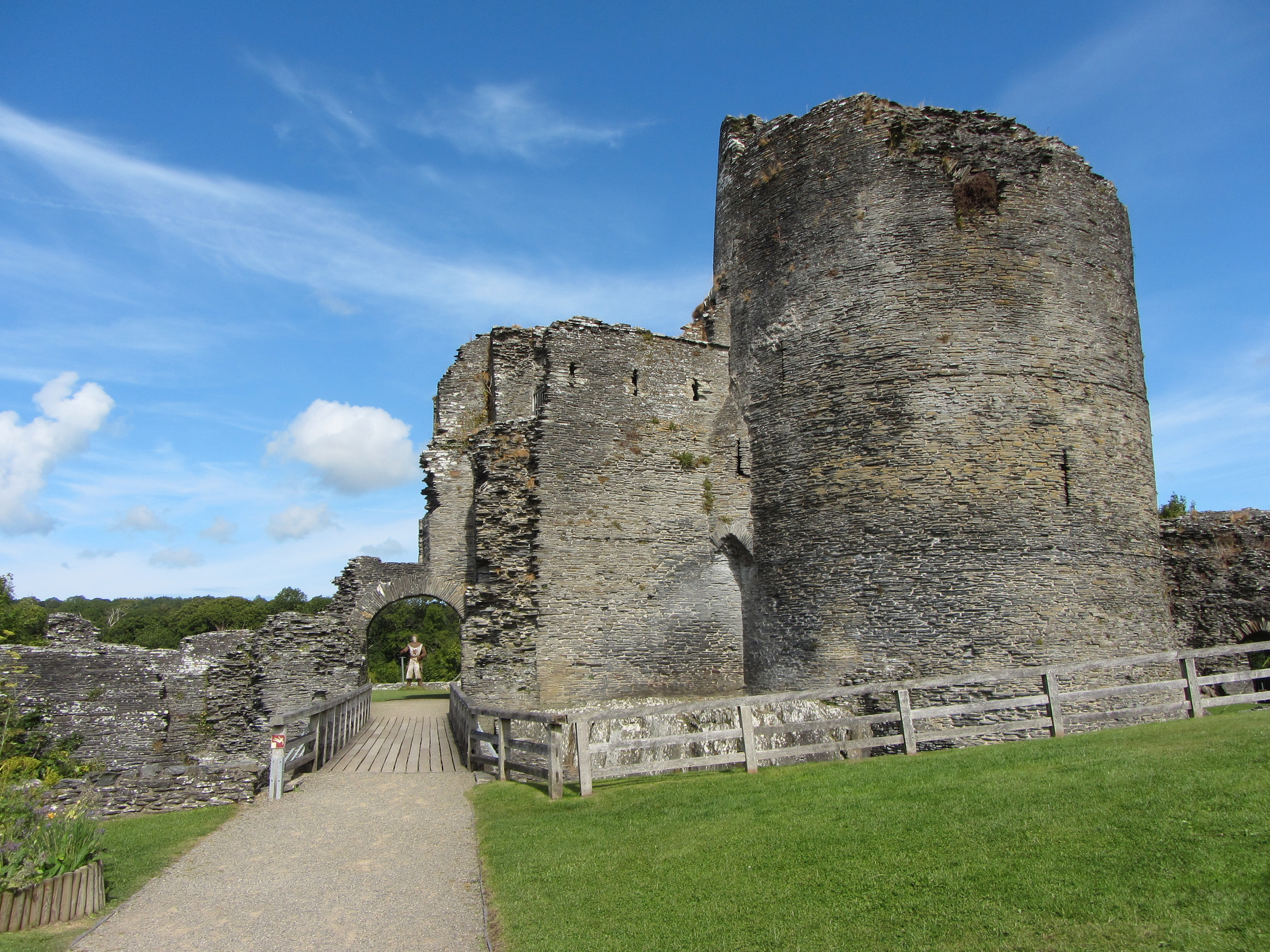
Les ruines du château de Cilgerran.
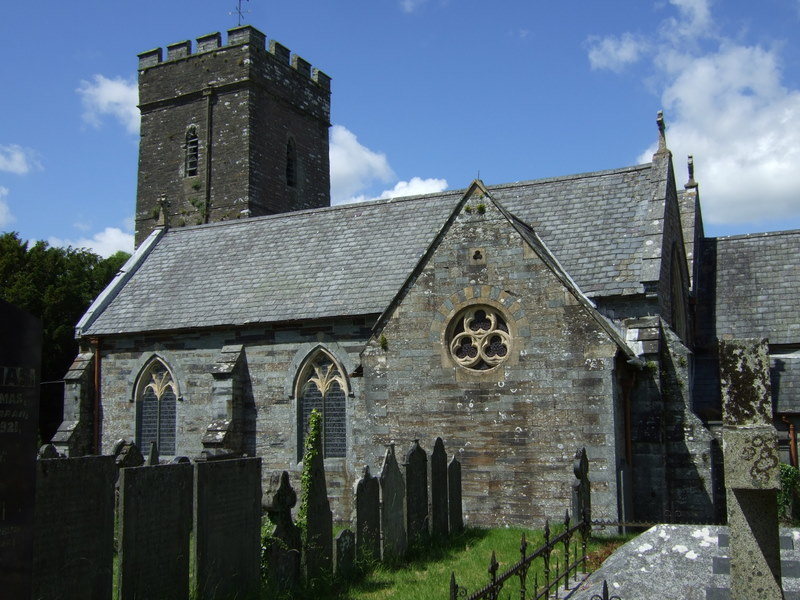
L'église Saint-Llawddog.
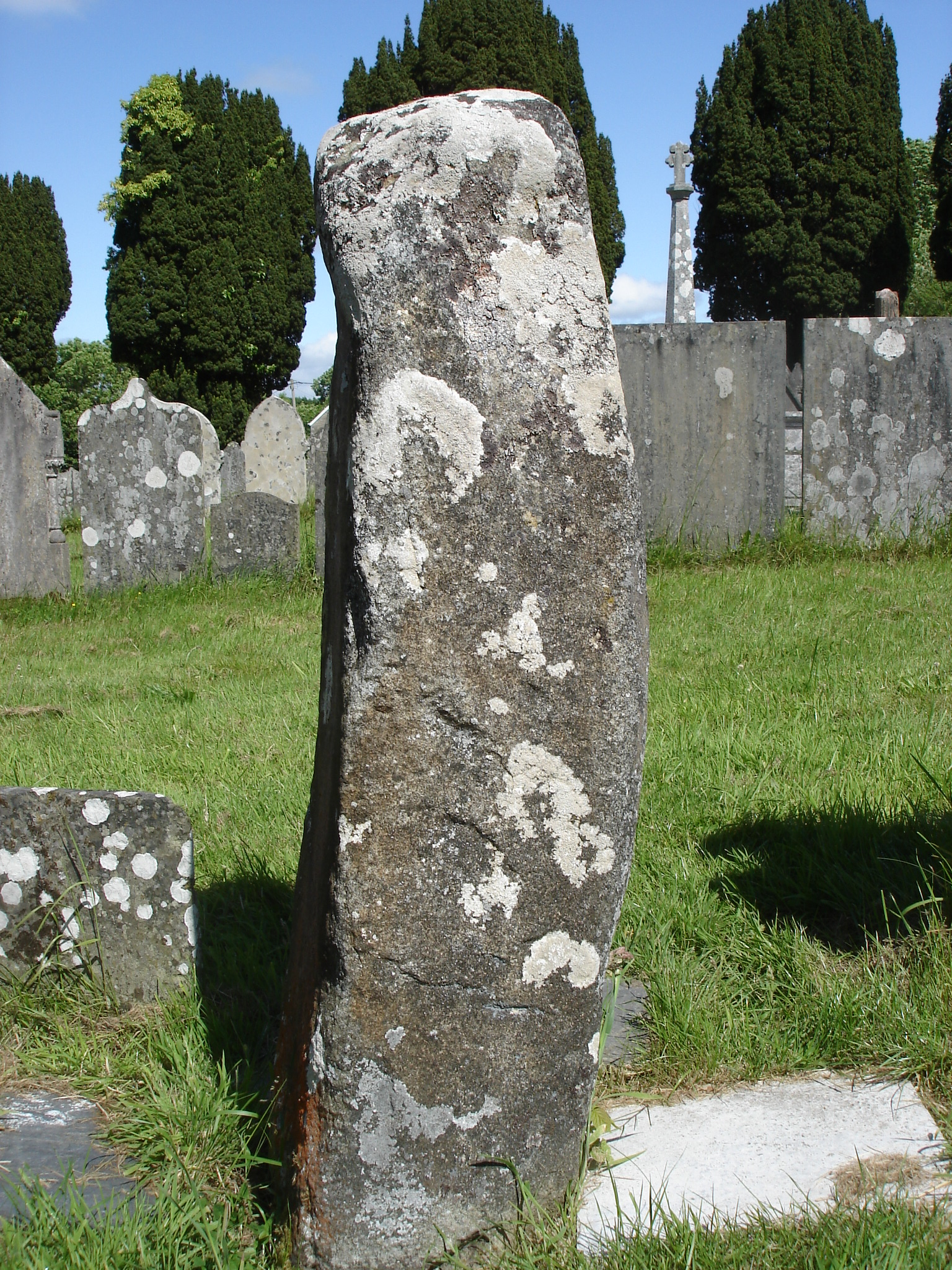
La pierre gravée du cimetière.